# Никаноровская территориальная администрация
Никаноровская территориальная администрация — сельское территориальное образование в Губкинском городском округе Белгородской области, включающее в себя 7 населённых пунктов. Глава администрации — Хохлова Анна Ивановна.

## Состав
| Вид населённого пункта | Наименование  | Население |
| ---------------------- | ------------- | --------- |
| хутор                  | Ильинка       | 23        |
| хутор                  | Калинин       | 137       |
| хутор                  | Кретов-Второй | 4         |
| хутор                  | Кретов-Первый | 31        |
| село                   | Морозово      | 480       |
| село                   | Никаноровка   | 865       |
| хутор                  | Попов Верх    | 23        |